# Castle Sowerby
Castle Sowerby ist eine Civil parish in der Unitary Authority Westmorland and Furness in der Grafschaft Cumbria im Nordwesten Englands. Im Jahr 2022 zählte Castle Sowerby 336 Einwohner. Das Stadtgebiet umfasst die Weiler How Hill, Millhouse, Newlands, Sour Nook, Southernby und Sowerby Row.
Unweit der Sowerby Row befindet sich ein Peel tower aus dem 15. Jahrhundert, der im 16. Jahrhundert umgebaut und im 17. Jahrhundert erweitert wurde.
Castle Sowerby war eines der Güter die Teil des Honour von Penrith waren. Es stand unter anderem im Eigentum der Krone, gehörte zu den Besitzungen des Duke of Portland und wurde von den Dukes of Devonshire verwaltet.